# Championnats d'Europe d'aviron 2014
Navigation
Édition 2013 Édition 2015
Les championnats d’Europe d’aviron 2014, se sont tenus du 30 mai au 1er juin 2014 à Belgrade, en Serbie.

## Podiums

### Hommes
| Épreuves                           | Or | Or            | Argent | Argent        | Bronze | Bronze         |
| ---------------------------------- | --- | ------------- | --- | ------------- | --- | -------------- |
| Skiff poids légers LM1x            | Portugal Pedro Fraga | 6 min 51 s 72 | Italie Marcello Miani | 6 min 54 s 42 | Suisse Michael Schmid (aviron) | 6 min 56 s 44  |
| Skiff M1x                          | Tchéquie Ondřej Synek | 6 min 54 s 95 | Allemagne Marcel Hacker | 6 min 56 s 12 | Lituanie Mindaugas Griškonis | 7 min 0 s 33   |
| Deux de pointe poids légers LM2−   | Suisse Simon Niepmann Lucas Tramèr | 6 min 29 s 57 | Royaume-Uni Sam Scrimgeour Jonathan Clegg | 6 min 30 s 32 | Pays-Bas Tim Weerkamp Ivo de Graaf                                                                                                | 6 min 30 s 49  |
| Deux de couple M2x                 | Lituanie Rolandas Maščinskas Saulius Ritter | 6 min 8 s 82  | Azerbaïdjan Aleksandar Aleksandrov Boris Yotov | 6 min 9 s 36  | Allemagne Hans Gruhne Stephan Krüger                                                                                              | 6 min 10 s 09  |
| Deux de pointe M2-                 | Serbie Veselin Savić Dušan Bogičević | 6 min 21 s 75 | Pays-Bas Rogier Blink Mitchel Steenman | 6 min 21 s 99 | Allemagne Bastian Bechler Anton Braun                                                                                             | 6 min 24 s 71  |
| Deux de couple poids légers LM2x   | France Stany Delayre Jérémie Azou | 6 min 11 s 80 | Allemagne Konstantin Steinhübel Lars Hartig | 6 min 13 s 22 | Norvège Kristoffer Brun Are Strandli                                                                                              | 6 min 13 s 28  |
| Quatre de couple M4x               | Ukraine Dmytro Mikhay Artem Morozov Oleksandr Nadtoka Ivan Dovhodko                                                                                | 5 min 41 s 92 | Royaume-Uni Graeme Thomas Sam Townsend Charles Cousins Peter Lambert                                                                                    | 5 min 42 s 19 | Allemagne Karl Schulze Kai Fuhrmann Philipp Wende Tim Grohmann                                                                    | 5 min 42 s 583 |
| Quatre de pointe M4-               | Royaume-Uni Alex Gregory Mohamed Sbihi George Nash Andrew Triggs Hodge                                                                             | 5 min 46 s 86 | Grèce Ioannis Tsilis Dionysios Angelopoulos Georgios Tziallas Ioannis Christou                                                                          | 5 min 51 s 02 | Italie Cesare Gabbia Paolo Perino Giovanni Abagnale Giuseppe Vicino                                                               | 5 min 51 s 72  |
| Quatre de pointe poids légers LM4- | Danemark Kasper Winther Jørgensen Jacob Larsen Jacob Barsøe Morten Jørgensen                                                                       | 6 min 8 s 81  | Royaume-Uni Mark Aldred Peter Chambers Richard Chambers Chris Bartleyrastil                                                                             | 6 min 10 s 97 | France Augustin Mouterde Thomas Baroukh Franck Solforosi Guillaume Raineau                                                        | 6 min 12 s 81  |
| Huit M8+                           | Allemagne Max Planer Felix Wimberger Andreas Kuffner Eric Johannesen Richard Schmidt Malte Jakschik Maximilian Reinelt Felix Drahotta Martin Sauer | 5 min 33 s 95 | Russie Anton Zarutskiy Dmitry Kuznetsov Artem Kosov Gueorgui Iefremenko Ivan Balandin Nikita Morgachev Ivan Podshivalov Aleksandr Kulesh Pavel Safonkin | 5 min 34 s 99 | Royaume-Uni Scott Durant Oliver Cook Philip Congdon Matthew Gotrel Pete Reed William Satch Matthew Tarrant James Foad Phelan Hill | 5 min 35 s 56  |

### Femmes
| Épreuves                         | Or | Or            | Argent | Argent        | Bronze | Bronze        |
| -------------------------------- | --- | ------------- | --- | ------------- | --- | ------------- |
| Skiff poids légers LW1x          | Grèce Aikaterini Nikolaidou | 7 min 33 s 12 | Pays-Bas Marie-Anne Frenken | 7 min 34 s 95 | Allemagne Leonie Pless | 7 min 35 s 86 |
| Skiff W1x                        | Tchéquie Miroslava Knapková | 7 min 42 s 74 | Pays-Bas Chantal Achterberg | 7 min 43 s 02 | Irlande Sanita Pušpure | 7 min 43 s 04 |
| Deux de couple W2x               | Pologne Magdalena Fularczyk Natalia Madaj | 6 min 52 s 15 | Lituanie Donata Vištartaitė Milda Valčiukaitė | 6 min 52 s 59 | Pays-Bas Nicole Beukers Inge Janssen | 6 min 56 s 60 |
| Deux de pointe W2-               | Royaume-Uni Helen Glover Polly Swann | 7 min 03 s 62 | Roumanie Cristina Grigoras Laura Oprea | 7 min 08 s 52 | Pays-Bas Aletta Jorritsma Heleen Boers | 7 min 10 s 56 |
| Deux de couple poids légers LW2x | Italie Laura Milani Elisabetta Sancassani | 6 min 54 s 85 | Allemagne Lena Müller Anja Noske | 6 min 55 s 56 | Royaume-Uni Imogen Walsh Katherine Copeland | 6 min 55 s 77 |
| Quatre de couple W4x             | Biélorussie Ekaterina Karsten Tatsiana Kukhta Yuliya Bichyk Katsiaryna Shliupskaya                                                                 | 6 min 14 s 64 | Allemagne Marie-Catherine Arnold Julia Lier Julia Richter Mareike Adams                                                                             | 6 min 15 s 38 | Pologne Agnieszka Kobus Maria Springwald Joanna Dittmann Monika Ciaciuch                                                                                    | 6 min 17 s 81 |
| Huit W8+                         | Roumanie Roxana Cogianu Nicoleta Albu Cristina Ilie Irina Dorneanu Mihaela Petrila Ioana Craciun Adelina Cojocariu Andreea Boghian Daniela Druncea | 6 min 16 s 64 | Royaume-Uni Rosamund Bradbury Olivia Carnegie-Brown Catherine Greves Donna Etiebet Jessica Eddie Zoe Lee Caragh McMurtry Louisa Reeve Zoe De Toledo | 6 min 18 s 32 | Allemagne Julia Lepke Anne Becker Michaela Schmidt Alexandra Höffgen Charlotte Reinhardt Katrin Reinert Kerstin Hartmann Kathrin Marchand Kathrin Schwensen | 6 min 19 s 97 |

## Tableau des médailles par pays
- Pays organisateur (Serbie)

| Rang  | Nation      | Or | Argent | Bronze | Total |
| ----- | ----------- | -- | ------ | ------ | ----- |
| 1     | Royaume-Uni | 2  | 4      | 2      | 8     |
| 2     | Tchéquie    | 2  | 0      | 0      | 2     |
| 3     | Allemagne   | 1  | 4      | 5      | 10    |
| 4     | Italie      | 1  | 1      | 1      | 3     |
| 4     | Lituanie    | 1  | 1      | 1      | 3     |
| 6     | Grèce       | 1  | 1      | 0      | 2     |
| 6     | Roumanie    | 1  | 1      | 0      | 2     |
| 8     | France      | 1  | 0      | 1      | 2     |
| 8     | Pologne     | 1  | 0      | 1      | 2     |
| 8     | Suisse      | 1  | 0      | 1      | 2     |
| 11    | Biélorussie | 1  | 0      | 0      | 1     |
| 11    | Danemark    | 1  | 0      | 0      | 1     |
| 11    | Portugal    | 1  | 0      | 0      | 1     |
| 11    | Serbie      | 1  | 0      | 0      | 1     |
| 11    | Ukraine     | 1  | 0      | 0      | 1     |
| 16    | Pays-Bas    | 0  | 3      | 3      | 6     |
| 17    | Azerbaïdjan | 0  | 1      | 0      | 1     |
| 17    | Russie      | 0  | 1      | 0      | 1     |
| 19    | Irlande     | 0  | 0      | 1      | 1     |
| 19    | Norvège     | 0  | 0      | 1      | 1     |
| Total | Total       | 17 | 17     | 17     | 51    |